# Araçari-de-pescoço-vermelho
O araçari-de-pescoço-vermelho (nome científico: Pteroglossus bitorquatus) é uma espécie de ave piciforme da família dos ranfastídeos (Ramphastidae), endêmica da Bolívia e do Brasil. Habita uma variedade de tipos de floresta não perturbada e/ou degradada, desde as terras baixas até terrenos montanhosos, como mata de galeria, florestas de várzea, de terra firme, secundária madura e tabocais (bambu denso). 
A espécie reconhecidamente engloba três subespécies. A União Internacional para a Conservação da Natureza (UICN / IUCN) segue a taxonomia HBW e, portanto, avaliou separadamente os araçaris-de-pescoço-vermelho "ocidentais" e "orientais". Consta em várias lista de conservação do Brasil. Em algumas dessas listas é classificado como em perigo, apesar de que, dependendo da forma como a espécie é subdividida, às vezes consta como pouco preocupante dada sua ampla distribuição. As principais razões para ser concebido como em perigo é sua perda acentuada de habitat, haja vista sua ocorrência em regiões suscetíveis ao desmatamento.
O araçari-de-pescoço-vermelho tem cerca de 36 a 40 centímetros  de comprimento e pesa 112 a 171 gramas.  O bico da subespécie nominal possui maxila de cor amarela a branca esverdeada com preto e branco ao longo da borda que se assemelha a dentes. A mandíbula tem base branca que se inclina sob o preto do resto da mandíbula. É provavelmente sedentário, com movimentos locais limitados. Forrageia desde o nível médio até o dossel da floresta, sozinho, em pares ou em pequenos grupos. Sua dieta não é bem conhecida, mas é principalmente de frutas e provavelmente também inclui insetos, ovos e pequenos vertebrados. Presume-se que nidifique em cavidades de árvores como outros tucanos. Nada mais se sabe sobre sua biologia reprodutiva. Tem grande variedade de vocalizações.

## Etimologia
O vernáculo araçaci origina-se do termo tupi arasa'ri como designativo genérico para várias aves da família dos ranfastídeos (Ramphastidae). Foi registrado em 1618 como arasari, em 1631 como arasary e em cerca de 1777 como araçari. É possível que tenha uma origem onomatopaica. O nome genérico Pteroglossus vem do grego antigo pteron, "pena", e glōssa, "língua". O epíteto específico bitorquatus deriva do latim bi-, "dois", e torquatus, "com faixas", "colarinho" (torques de colar).

## Taxonomia e sistemática
O Comitê Ornitológico Internacional (COI), a taxonomia Clements e o Comitê de Classificação Sul-Americano da Sociedade Ornitológica Americana (SACC) reconhecem três subespécies de araçari-de-pescoço-vermelho:
- P. b. sturmii - (Natterer, 1843)
- P. b. reichenowi - (Snethlage, E, 1907)
- O nominal P. b. bitorquatus - (Vigors, 1826)

O Manual das Aves do Mundo da BirdLife International trata a subespécie P. b. sturmii como espécie separada, o "araçari-de-pescoço-vermelho-ocidental", e as outras duas subespécies como o "araçari-de-pescoço-vermelho-oriental". Este artigo segue o modelo do COI et al. de três subespécies. A razão para essa incerteza incide nas diferenças morfológicas, e particularmente de plumagem, entre as subespécies, o que implica que possam ser espécies distintas agrupadas erroneamente. Faltam estudos filogeográficos para confirmar a hipótese, mas no momento existem poucos argumentos que justifiquem a divisão da espécie. Especula-se, inclusive, que as subespécies P. b. sturmii e P. b. reichenowi hibridizam em certas partes de sua área de distribuição.

## Descrição
O araçari-de-pescoço-vermelho tem cerca de 36 a 40 centímetros (14 a 16 polegadas) de comprimento e pesa 112 a 171 gramas (4,0 a 6,0 onças). O bico da subespécie nominal possui maxila de cor amarela a branca esverdeada com preto e branco ao longo da borda que se assemelha a dentes. A mandíbula tem base branca que se inclina sob o preto do resto da mandíbula. Os machos adultos têm coroa enegrecida e rosto, queixo e garganta marrom-escuros. Seus olhos são cercados por pele nua de azul a cinza esverdeado. A nuca e o peito são vermelhos; faixas amarelas e pretas separam este último da garganta. O restante de suas partes superiores é verde escuro e suas partes inferiores são amarelas abaixo do peito. As fêmeas adultas têm coroa mais marrom, rosto e garganta mais claros e faixa amarela mais estreita acima do peito do que os machos. A subespécie P. b. reichenowi não possui faixa amarela acima do peito e a vermelha é menos extensa no peito. Seu bico tem aparência irregular perto da base da mandíbula, onde o preto e o branco se encontram. P. b. sturmii tem faixa amarela mais larga acima do peito vermelho. Os "dentes" na maxila são menos aparentes e a mandíbula é toda preta, exceto por faixa amarelo-alaranjada em sua base e ponta pálida.

## Distribuição e habitat
As subespécies de araçari-de-pescoço-vermelho são encontradas nos seguintes lugares:
- P. b. sturmii, centro-norte do Brasil, ao sul do rio Amazonas, entre os rios Madeira e Tapajós, ao sul até o estado de Rondônia e leste da Bolívia, e a leste próximo ao rio Xingu;
- P. b. reichenowi, no Brasil, ao sul da Amazônia, entre os rios Tapajós e Tocantins, e do sul até o norte de Mato Grosso;
- P. b. bitorquatus, nordeste do Brasil ao sul da Amazônia, desde o rio Tocantins a leste até a costa atlântica no estado do Maranhão (o Centro de Endemismo Belém).[11]

Em termos hidrológicos, o araçari-de-pescoço-vermelho ocorre nas sub-bacias da foz do Amazonas, Gurupi, do Itapecuru, do Madeira, do Mearim, do Paraguai 03, do Paru, do Tajapós, do Alto e Baixo Tocantins, do Trombetas e do Xingu. Habita uma variedade de tipos de floresta não perturbada e/ou degradada, desde as terras baixas até terrenos montanhosos, como mata de galeria, florestas de várzea, de terra firme, secundária madura e tabocais (bambu denso). Por vezes é localizado em capões de Cecropia, embora esse tipo de avistamento seja raro quando os capões não estão misturados com floresta mais madura. Em elevação, varia do nível do mar até cerca de 800 metros (2 600 pés).

## Ecologia

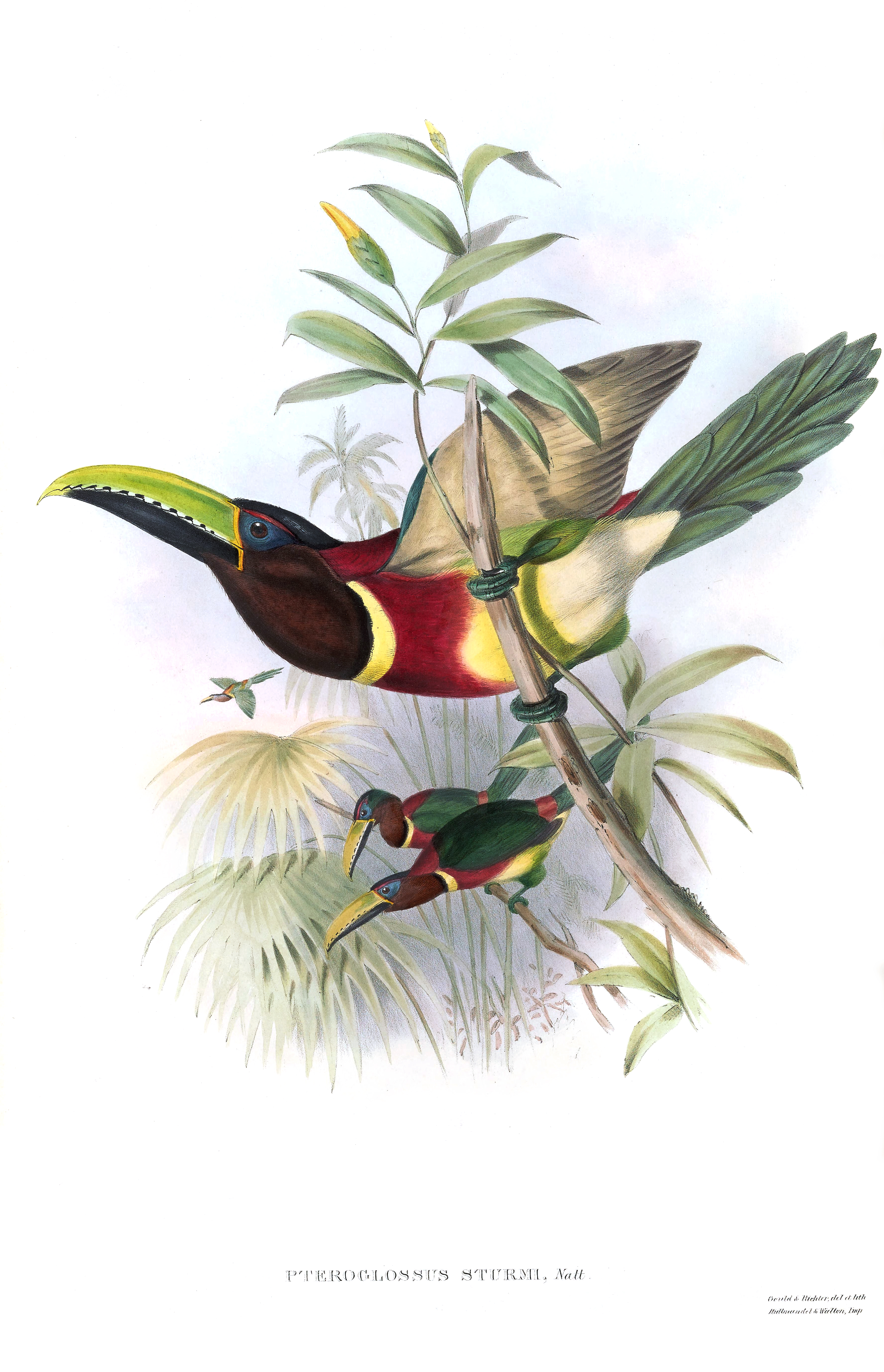
Ilustração de P. b. sturmii por Gould e Richter em 1854

O araçari-de-pescoço-vermelho é provavelmente sedentário, com movimentos locais limitados. Forrageia desde o nível médio até o dossel da floresta, sozinho, em pares ou em pequenos grupos de até 10 indivíduos. Sua dieta não é bem conhecida, mas é principalmente de frutas e sementes e provavelmente também inclui insetos, ovos e pequenos vertebrados. Seu tempo geracional estimado é de sete anos. A época de reprodução em grande parte de sua distribuição vai de fevereiro a agosto, mas em algumas áreas é de abril a setembro e na Bolívia é de julho a dezembro. Presume-se que nidifique em cavidades de árvores como outros tucanos. Nada mais se sabe sobre sua biologia reprodutiva. Tem grande variedade de vocalizações, variadamente repetidas notas tik ou tek, repetidas ttak ou tyat e notas ik únicas, um tweah e chamadas dcheeeaah semelhantes a rosnados.

## Conservação
A União Internacional para a Conservação da Natureza (UICN / IUCN) segue a taxonomia HBW e, portanto, avaliou separadamente os araçaris-de-pescoço-vermelho "ocidentais" e "orientais". O "ocidental" P. b. sturmii foi originalmente classificado como quase ameaçado, mas no final de 2021 foi rebaixado para espécie de menor preocupação. Tem grande variedade, mas seu tamanho populacional não é conhecido e acredita-se que esteja diminuindo. O "oriental" P. b. reichenowi + P. b. bitorquatus é avaliado como "em perigo". Também tem grande variedade, mas seu tamanho populacional também não é conhecido e acredita-se que esteja diminuindo. O desmatamento contínuo na bacia amazônica é a principal ameaça para ambas as populações.
Em 2007, o nominal P. b. bitorquatus foi classificado como vulnerável na Lista de espécies de flora e fauna ameaçadas de extinção do Estado do Pará; como vulnerável na Portaria MMA N.º 444 de 17 de dezembro de 2014; em 2018, como vulnerável no Livro Vermelho da Fauna Brasileira Ameaçada de Extinção do Instituto Chico Mendes de Conservação da Biodiversidade (ICMBio); e em 2022, como em perigo no anexo dois (aves) da Lista Oficial da Fauna Brasileira Ameaçada de Extinção da Portaria MMA N.º 148, de 7 de junho de 2022. O Livro Vermelho da Fauna Brasileira Ameaçada de Extinção do ICMBio ainda avalia as subespécies P. b. reichenowi e P. b. sturmii como pouco preocupantes, mas a espécie, de uma maneira geral, como quase ameaçada.
O araçari-de-pescoço-vermelho aparenta ser mais dependente de uma matriz florestal intacto do que outras espécies congenéricas e simpátricas, como o araçari-de-bico-branco (Pteroglossus aracari) e o araçari-de-bico-riscado (Pteroglossus inscriptus), e sabe-se que tem papel fundamental no ecossistema florestal como dispersor de sementes. Modelagens indicam que a espécie pode ter perdido entre 27,9% e 54,7% de seu habitat na Amazônia entre 2002 e 2023, o que pode ter causado uma redução populacional de cerca de 30%, devido à sua sensibilidade moderada à degradação ambiental. A subespécie P. b. reichenowi é considerada rara no município de Santarém, no Pará, mas relativamente comum ao longo da BR-163. Já a subespécie nominal foi registrada em cinco das nove localidades amostradas no Centro de Endemismo Belém, ocorrendo tanto em florestas bem conservadas quanto em áreas degradadas. Em Paragominas, foi encontrado principalmente em florestas primárias, com raros registros em florestas secundárias. Na Área de Proteção Ambiental do Lago de Tucuruí (APA do Lago de Tucuruí), cinco indivíduos foram observados em fragmentos florestais. Estudos indicam que até perturbações leves em florestas primárias causam severa perda de biodiversidade, e que a degradação agrava o impacto da perda de habitat. Projeta-se uma redução de habitat de cerca de 40% em três gerações futuras, com perdas populacionais superiores a 30%, refletindo a alta sensibilidade da espécie à degradação ambiental.

### Áreas de conservação
Em sua área de distribuição, o araçari-de-pescoço-vermelho ocorre em várias áreas de conservação:
Áreas de Proteção Ambiental (APA)
- Baixada Maranhense
- Reentrâncias Maranhenses
- Upaon-Açu-Miritiba-Alto Preguiças
- Lago de Tucuruí
- Arquipélago do Marajó

Parques Estaduais (PE)
- Utinga
- Serra Ricardo Franco

Parques Nacionais (PARNA)
- Lençóis Maranhenses
- Amazônia
- Campos Amazônicos
- Jamanxim
- Rio Novo

Reservas Biológicas (Rebio)
- Gurupi
- Jaru
- Nascentes da Serra do Cachimbo
- Traçadal
- Tapirapé

Reservas Extrativistas (Resex)
- Cururupu
- Caeté-Taperaçu
- Rio Iriri
- Rio Ouro Preto
- Riozinho do Anfrísio
- Tapajós-Arapiuns

Reservas Particulares do Patrimônio Natural (RPPN)
- Fazenda Santo Antonio do Pindaré
- Nadir Júnior
- Sumaúma
- Lote Cristalino

Florestas Nacionais (Flona)
- Itaituba II
- Jacundá
- Jamanxim
- Jamari
- Jatuarana
- Pau-Rosa
- Trairão

Terras Indígenas (TI)
- Igarapé Lourdes
- Sai-Cinza